# Ignatz Grünfeld
Ignatz (Izaak) Grünfeld (ur. 11 stycznia 1825 w Żorach, zm. 27 grudnia 1894 w Katowicach) – niemiecki architekt, mistrz i przedsiębiorca budowlany, założyciel przedsiębiorstwa Ignatz Grünfeld Baugeschäft, działający w drugiej połowie XIX wieku w Katowicach i przyległych miastach okręgu przemysłowego. Wieloletni członek katowickiej Rady Miasta. Postać zasłużona dla urbanistycznego rozwoju Katowic.

## Przodkowie
Przodkowie Grünfelda pochodzą ze starego żydowskiego rodu związanego z Igławą na Morawach, zajmującego się handlem. Morawy Grünfeldowie musieli opuścić w drugiej połowie XVIII w., kiedy w ówczesnej Austrii cesarzowa Maria Teresa wprowadziła antyżydowskie ustawodawstwo. Rodzina przeniosła się do Woszczyc na wschodnim Górnym Śląsku, wówczas wsi znajdującej się w Prusach (dziś część Orzesza w powiecie mikołowskim). W 1817 handlarz skórą Hirschel Grünfeld przeniósł się z Woszczyc do Żor, gdzie na świat przyszedł Izaak – Ignatz.

## Działalność w Katowicach
Nie wiadomo u kogo i kiedy Ignatz Grünfeld terminował. Wiadomo natomiast, że karierę zaczynał od stanowiska prostego murarza. Pracował na budowach w Gliwicach, Szczecinie i Wrocławiu. Brał udział przy wznoszeniu kopuły na kościele św. Mikołaja w Poczdamie. Do Katowic przybył w 1855 r., w momencie, gdy ówczesna przemysłowa wieś przechodziła gwałtowną transformację i modernizację, której kolejnym etapem było nadanie Katowicom praw miejskich w 1865 r. 
W dokumentach budowlanych Katowic jego nazwisko pojawia się po raz pierwszy w 1877. Figuruje tam jako mistrz budowlany, który wznosił kamienicę dla przedsiębiorcy Abrahama (Simona) Goldsteina. Przez wiele lat w tym budynku przy Warszawskiej 5 mieściła się kawiarnia Kryształowa.
W sumie jego przedsiębiorstwo zaprojektowało i wybudowało kilkadziesiąt najbardziej reprezentacyjnych budynków w Katowicach oraz okolicznych miastach, w tym starą i nową katowicką synagogę a także budynek Hotelu Grand przy dawnej Schlossstrasse. Jego przedsiębiorstwo posiadało własną odkrywkę gliny i cegielnię w ówczesnej podkatowickiej osadzie Karbowa. Elewacje wznoszonych przez niego budynków cechowały niezwykle bogate neobarokowe i secesyjne zdobienia. 
Od chwili nadania Katowicom praw miejskich aż do śmierci Grünfeld zasiadał w Radzie Miejskiej. Zmarł w 1894. Został pochowany na kirkucie przy dzisiejszej ulicy Kozielskiej. Miał sześciu synów, z czego dwóch (Hugo Grünfeld i Max Grünfeld) kontynuowało jego profesję i rozwijało działalność gospodarczą, a także cztery córki, w tym Idę, która zginęła w Theresienstadt.
Jego wnukiem był przedsiębiorca Walter Grünfeld.

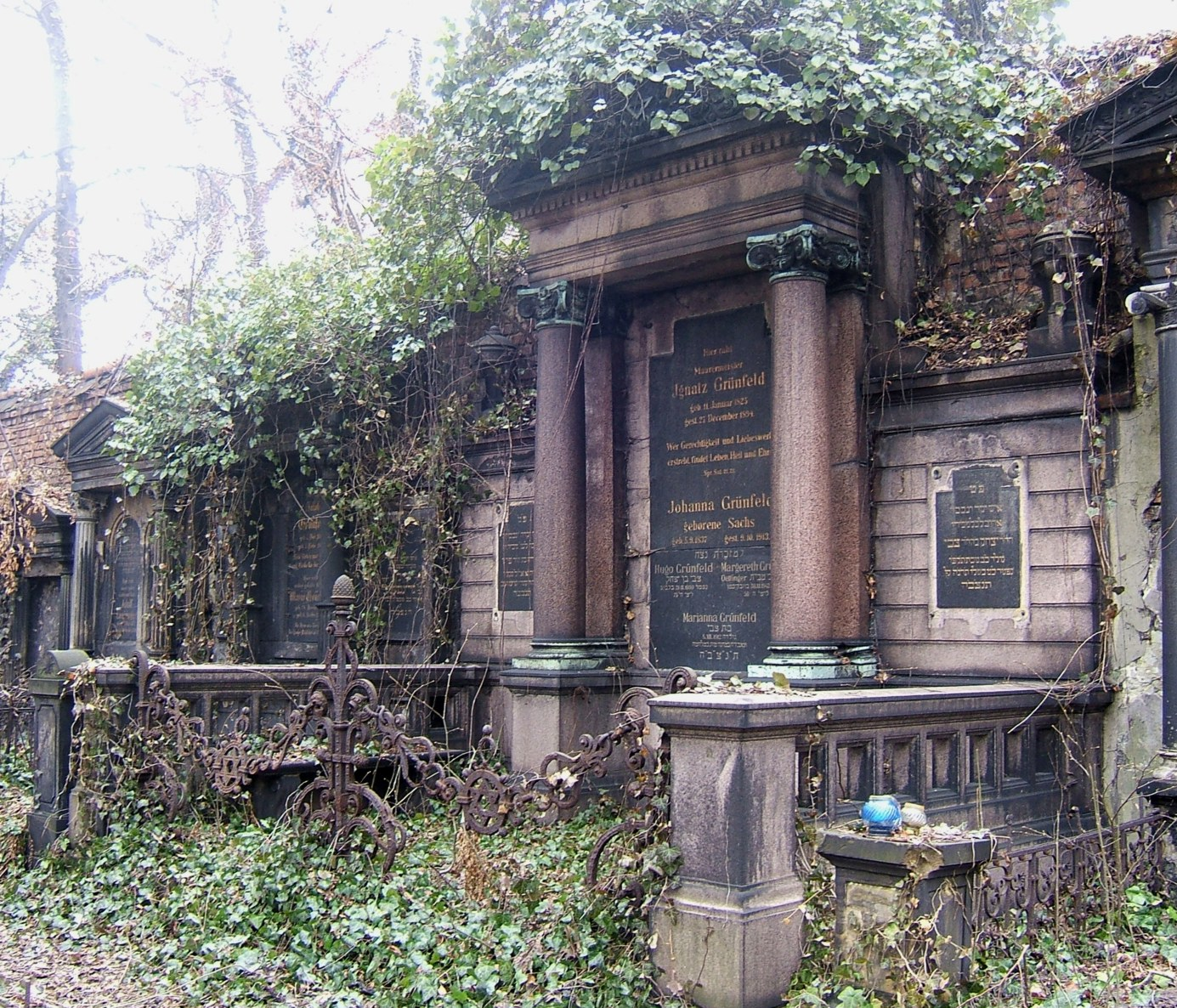
Grób rodzinny Grünfeldów na cmentarzu żydowskim w Katowicach

## Ślady w dzisiejszych Katowicach
- Na katowickim kirkucie przy ul. Nad Osiekiem do dziś zachowała się macewa Grünfeldów (Ignatza, Johanny, Hugona, Margerethy i Marianny) z inskrypcją:

Tu spoczywa / mistrz murarski / Ignatz Grünfeld / ur. 11 stycznia 1825 / zm. 27 grudnia 1894 / Kto szuka prawości, dobroci, ten znajdzie życie, powodzenie i chwałę./ [Prz] 21,21
- Przy ul. Warszawskiej 12 stoi do dziś jego willa – wzniesiona w 1870 r. Mieściła się w niej siedziba banku PKO BP.

- Odkrywka gliny po dawnej cegielni Grünfelda (w pobliżu lotniska na Muchowcu), która dziś jest stawem, nazywana jest przez mieszkańców śródmieścia Katowic „Grünfeldem”. Wokół zbiornika ma powstać ogród botaniczny Uniwersytetu Śląskiego.